# سوزان بويل
سوزان بويل (بالإنجليزية: Susan Boyle)‏ (مواليد 1 أبريل 1961) هي مُغنية اسكتلندية. إشتُهرت عندما أذهلت العالم بصوتها بعدما كانت محل سخرية بسبب هيأتها القروية والكبيرة بالسن عندما غنت في برنامج اكتشاف المواهب البريطاني الشهير المواهب البريطانية في 11 أبريل 2009، وحملت أغنيتها اسم " حلمت حلماً I Dreamed a Dream "المأخوذة من مسرحية موسيقية عن رواية البؤساء.
وقد لفتت بويل نظر العالم بأسره حيث تتهافت عشرات البرامج التليفزيونية علي استضافتها بسبب صوتها المميز، وقد تابع عشرات الملايين مشاركتها في المسابقة عبر الإنترنت علي موقع اليوتيوب. تعاني بويل من اعاقة ذهنية وهي ترهل في الدماغ بسبب نقص الاوكسجين عند الولادة.
في عام 2009 أصدرت سوزان ألبومها الأول باسم (حلمت حلم) والذي حطم الأرقام القياسية في المبيعات على مر العصور متغلبا على ألبوم (سبيريت) للمغنية ليونا لويس. ألبوم (حلمت حلما) حقق المركز الرابع في الأسبوع الأول من إصداره وفي السنة الأولى من شهرتها سوزان جنت ثروة تقدر بخمسة مليون جنيه استرليني من خلال ألبومها الأول واغنيتين مفردتين.

واصلت سوزان نجاحها من خلال اطلاق ألبوم ثاني اسمه الهدية في عام 2010. وفي 31 أكتوبر 2011 أصدرت ألبوما ثالثا. في 12 مايو 2012 عادت سوزان مرة أخرى لبرنامج المواهب كضيفة وأدت أغنية في الحلقة النهائية من البرنامج لذلك الموسم. في اليوم التالي قدمت أغنية أمام الملكة في قصر وندسور بمناسبة اليوبيل الماسي للملكة اليزابيث الثانية.

وتقدر ثروة بويل حالياً بحوالي 35 مليون دولار.

## الحياة الشخصية
تندرج أصول بويل من بلاكبورن اسكتلندا. والدها باتريك بويل كان عامل منجم ومُحارب قديم شارك في الحرب العالمية الثانية، وعمل أيضاً كمُغني في أحد الأسقفيات. ووالدتها بريدجيت كانت كاتبة ستينوغرافي.

## روابط خارجية
- سوزان بويل على موقع IMDb (الإنجليزية)
- سوزان بويل على موقع الموسوعة البريطانية (الإنجليزية)
- سوزان بويل على موقع ميوزك برينز (الإنجليزية)
- سوزان بويل على موقع رولينغ ستون (الإنجليزية)
- سوزان بويل على موقع إن إن دي بي (الإنجليزية)
- سوزان بويل على موقع أول ميوزيك (الإنجليزية)
- سوزان بويل على موقع ديسكوغز (الإنجليزية)
- سوزان بويل على موقع قاعدة بيانات الفيلم (الإنجليزية)